# Palpitomonas
Palpitomonas es un protista biflagelado y heterótrofo marino cuya posición filogenética es incierta. Este organismo tiene una longitud de 3-8 micras y posee dos flagelos casi iguales de aproximadamente 20 µm de largo. Análisis ultraestructurales determinaron que su aparato flagelar se asemeja a los de las algas verdes (Charophyceae), mientras que las mastigonemas presentan algunas características encontradas en  Cryptophyta y Telonemia.
En la clasificación de Adl et al. Palpitomonas es considerado un género de colocación dudosa. Por su parte, Cavalier-Smith coloca a Palpitia en Cryptista.